# Карагандинский завод резинотехнических изделий
Караганди́нский завод резинотехнических изделий (КЗРТИ, каз. Қарағанды резина техникалық бұйымдары зауыты) — предприятие нефтехимической промышленности Казахстана, один из крупнейших производителей резинотехнической продукции СССР. Находится в городе Сара́нь Карагандинской области. Полное название «Карагандинский завод резинотехнических изделий» имени Ленинского комсомола Казахстана, с 1986 — ПО «Карагандарезинотехника».

## История
Технический проект Карагандинского завода резинотехнических изделий был разработан свердловским филиалом института «Резинопроект» в 1962-63 годах. 30 декабря 1974 была сдана в эксплуатацию первая очередь предприятия, и он стал первым в стране заводом РТИ, освоившим гуммирование большеразмерных валов для бумагоделательных машин, выпуск огнестойкой и теплостойкой транспортёрных лент, особо прочной резинотросовой ленты. В 1978 начат выпуск многотиражной газеты «Заводская жизнь». В 1981 заводу было присвоено имя Ленинского комсомола Казахстана, так как его строили в основном комсомольцы и молодёжь, а в 1986 преобразован в производственное объединение «Карагандарезинотехника» Всесоюзного промышленного объединения «Союзрезинотехника».
К середине 1980-х завод включал в себя 25 цехов и выпускал 887 наименований резинотехнических изделий, численность рабочих на 1986 год составляла 5,9 тысяч человек.
После распада СССР и Восточного блока оказались разрушены производственные связи с поставщиками сырья и потребителями продукции завода, находящимися на территории бывших республик СССР, возникли таможенные проблемы, связанные со сбытом продукции. Переход от командной экономики к рыночной не удался, и в 1994 году завод обанкротился.
В 2000 году на базе завода было образовано несколько предприятий, крупнейшими из которых были ТОО «Карагандарезинотехника» и ТОО «Сараньрезинотехника», ассоциированные с российскими компаниями «Росхимимпекс» и «Софт Лайн» соответственно. В 2005 эти предприятия были объединены с включением научно-исследовательского ТОО в холдинг «Eurasian Industrial Chemical Group» (Евразийская промышленная химическая группа). В настоящее время, завод ведущий (в некоторых источниках — единственный) производитель резинотехнической продукции в Казахстане и Средней Азии.

## Деятельность
В советское время продукция экспортировалась в Венгрию, Гвинею, Лаос, Ливию, Монголию, Никарагуа, Эфиопию и на Кубу. Ныне завод производит широкий ассортимент лент общего назначения, футеровочные пластины, рукава, формовые и неформовые изделия, резиновые смеси, промышленные красители, клеи и прочую продукцию, 66 % из общего объёма реализованной продукции составляет экспорт. Продукция поставляется в Россию, на Украину, в Белоруссию, Узбекистан, Киргизию, Монголию, Азербайджан, Армению и Грузию.
В 2013 году постановлением правительства были определены 8 системообразующих предприятий Карагандинской области на предмет мониторинга казахстанского содержания, в число которых, наряду с «АрселорМиттал Темиртау», «Казахмыс», АО «Конфеты Караганды», АО ИП «Эфес Караганда пивоваренный завод», Central Asia Cement, ТОО «Kazcentrelectroprovod», АО «Евразиан Фудс», вошло и ТОО «Карагандарезинотехника».

## Структура
- ТОО «Eurasian Industrial Chemical Group» — управляющая компания
  - ТОО «Сараньрезинотехника» — производство
  - ТОО «Карагандарезинотехника» — производство, численность персонала — 491 человек[9].
  - ТОО «Научно-Исследовательский Центр Полимерных Материалов»
  - ТОО «ТД „Карагандарезинотехника“» — закуп сырья и реализация готовой продукции

## Награды
- Золотая медаль Международного фонда (Женева, 2006)[2]
- Золотая корона XVII Королевской конвенции международного качества (Лондон, 2006)[2]
- Знак Почёта «Лидер национальной экономики — 2006»[2]

## Посёлок РТИ
При заводе был построен рабочий посёлок в составе 3-х микрорайонов, где жили 25 тысяч человек. После банкротства предприятия в РТИ начались перебои водо- и электроснабжения. Постепенно бо́льшая часть жителей съехала с квартир. Ныне в посёлке 106 пустующих многоэтажек. Картину дополняет психоневрологический диспансер, построенный здесь в 2010 году. В 2013 году в СМИ появились сообщения о сносе посёлка, а через несколько дней — о восстановлении района.
Отсутствие людей и большое количество заброшенных построек сделало РТИ Сарани одним из «полигонов» для любителей страйкбола и пейнтбола, а также одним из центров роуп-джампинга Караганды.